# Mineralogische Sammlung der TU Bergakademie Freiberg

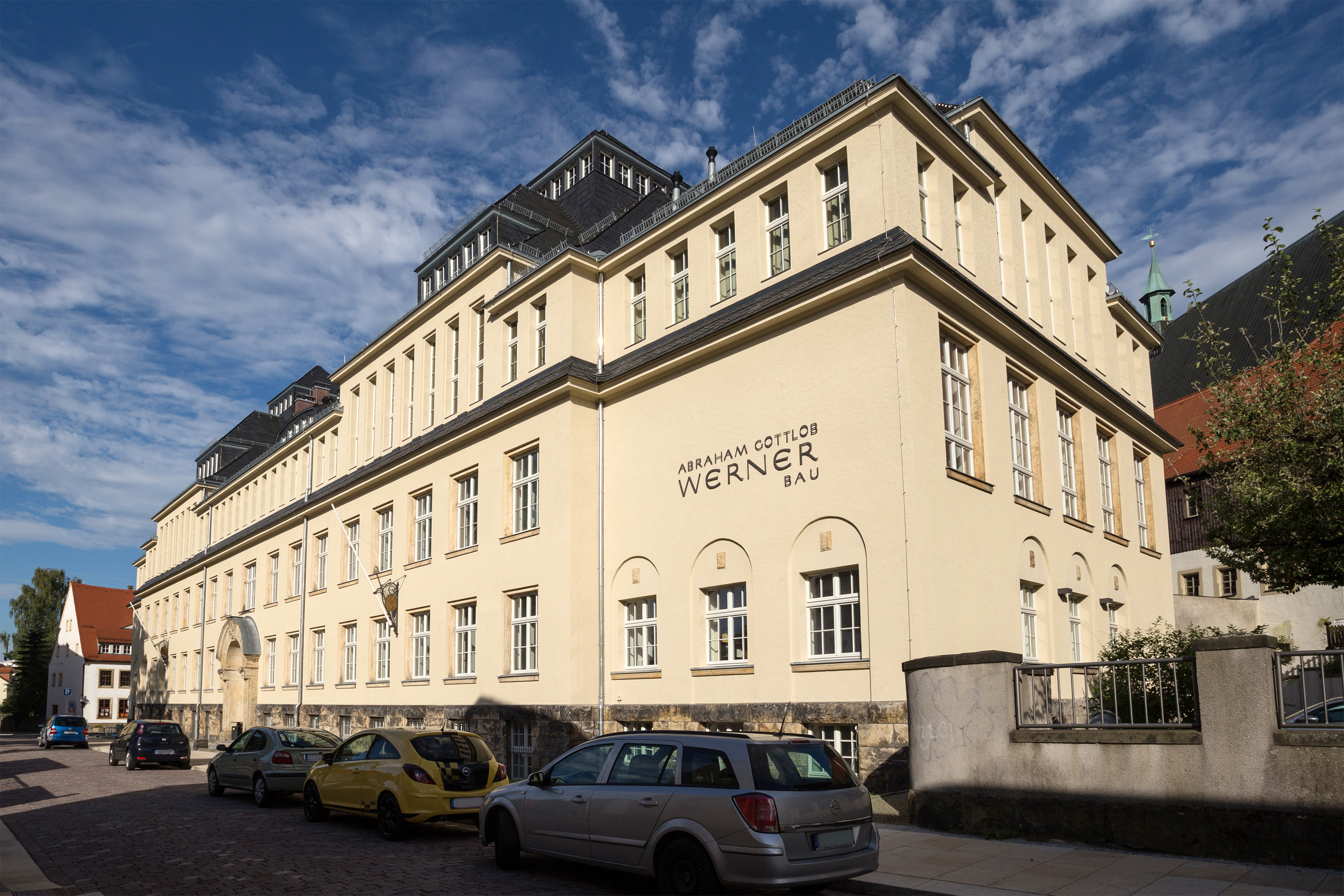
Der Abraham Gottlob Werner Bau beherbergt die Mineraliensammlung

Die Mineralogische Sammlung der TU Bergakademie Freiberg ist eine Forschungssammlung von Mineralien in an der TU Freiberg in Freiberg.

## Geschichte
Die Geschichte der Sammlung geht zurück auf Abraham Gottlob Werner, Carl Friedrich Christian Mohs, Friedrich August Breithaupt, Albin Julius Weisbach (1833–1901), Friedrich Ludwig Wilhelm Kolbeck und Helmut von Philipsborn (1892–1983), die jeweils für Verwaltung, Erweiterung und Komplettierung der Bestände zuständig waren. Mit Neueröffnung der Bergakademie im Jahre 1946 übernahmen Friedrich Leutwein (1911–1974) und im Jahre 1958 Hans Jürgen Rösler die Leitung der Sammlung. Es wurde ein umfangreiches internationales Tauschnetz aufgebaut, um die Komplettierung auch unter schwieriger finanzieller Lage fortführen zu können.

## Sammlung
Bedeutende historische Bestände der Sammlung sind die Originale der Mineralentdeckungen Werners, Breithaupts und Weisbachs, sowie der Rittersgrüner Meteorit und der Werner-Nachlass. An Bedeutung vergleichbare neuere Bestände sind eine Proustit-Kollektion von Schlema, Silberstufen von Pöhla, Wismutkristallstufen von Schlema und Whewellitkristalle aus Freital, Schlema und Ronneburg. Die Sammlung umfasst heute ca. 80.000 inventarisierte Stufen.

## Ausstellung
Die systematische Ausstellung ist nach der Gliederung von Karl Hugo Strunz und dem Lehrwerk „Spezielle Mineralogie“ von Hans Jürgen Rösler geordnet. Dabei werden sowohl kristallchemische Daten als auch genetische Beziehungen berücksichtigt. Eine regionale Ausstellung zeigt Minerale der östlichen Bundesländer mit dem Schwerpunkt: „Minerale des Erzgebirges“. Daneben gab und gibt es auch Sonderausstellungen mit z. B. den folgenden Themen:
- Kristallographie
- Schmuck- und Edelsteine
- Meteoriten
- Pseudomorphosen
- Whewellit
- Minerale in Organismen
- Historische Minerale und Sächsische Typlokalitäten
- Verkieseltes Holz
- Bernstein